# アナンダ・ジェイコブス
アナンダ・ジェイコブズ（Ananda Jacobs、1983年3月12日 - ）は、アメリカ出身の日本の女優、ナレーター、音楽プロデューサー、歌手、作曲家

## 経歴
アリゾナ州とワシントン州で幼少期を過ごした。2004年に南カリフォルニア大学を卒業後、2006年にモデルとして来日後、現在も日本を活動拠点としている。ドリーム・ポップを中心にニューエイジ、エレクトロニカなど加えた楽曲を制作し続けてきた。

## 出演作品

### 映画
- テルマエ・ロマエ（2012年） - リウィア 役
- バンクーバーの朝日（2014年） - 先生 役
- 赤い靴の女の子（2022年） - ミス・カラ・ハリソン 役[3]

### テレビドラマ
- 大河ドラマ 八重の桜（2012年、NHK） - アリス・スタークウェザー 役
- 連続テレビ小説（NHK）
  - マッサン（2014年 - 2015年） - ヘレン 役
  - べっぴんさん（2016年） - クリスティーナ 役
  - らんまん（2023年） - クララ・ローレンス 役
- ドクターX〜外科医・大門未知子〜シーズン6（2019年、テレビ朝日） - ナタリー・ゴールドバーグ 役
- 無能の鷹 第2話・第7話・最終話（2024年10月18日・11月22日・29日、テレビ朝日） - カフェの客 / ヘッドハンター、ニュースキャスター 役

### 舞台
- ウェルカム・ニッポン（2012年、大人計画） - エイドリアン 役

### ゲーム
- バイオハザード7 レジデント イービル（2017年）- ゾイ・ベイカーの顔モデル[4]
- メタルギア サヴァイヴ（2018年）- ヴァージルAT-9（英語版吹き替え）

### 広告
- 大塚製薬 Soy Joy
- ライオン手ピカジェル
- KIRIN 本搾り チューハイ「Hikkuri Lady」
- 佐川エクスプレス
- ソニー

### ナレーション
- 東京都庁 防災ナレーション
- Uniqlo ブロックテック TVCM ボイスオーバー